# Heinrich Tiedemann (Historiker)
 Heinrich Tiedemann  (* 5. Juni 1878 in Berlin; † 26. Juni 1952 in Bremen) war ein deutscher Historiker.

## Biografie
Tiedemann war der Sohn eines Elektroingenieurs. Er wuchs in Wien und Nikolsburg in Mähren auf. Er studierte Germanistik und Geschichte an der Universität Wien und der Universität Halle. 1909 wurde er Oberlehrer (Studienrat) an der Oberrealschule Dechanatstraße in Bremen. Er war bis 1936 der letzte Vorsitzende des Künstlervereins Bremen, der sich in der Zeit des Nationalsozialismus auflösen musste. Seit etwa 1926 hat er sich mit der Geschichte und der Literaturgeschichte befasst. Grundlegende Werke waren Arbeiten über die Zensur in Bremen, über Wilhelm Hauff in Bremen und über den Theologen und Revolutionär Rudolph Dulon (1807–1870).

## Publikationen
- Kurze Geschichte der freien Hansestadt Bremen bis 1914
- Die Zensur in Bremen von ihren Anfängen bis zu den Karlsbader Beschlüssen 1819. In: Bremisches Jahrbuch Reihe A, 30 (1926), S. 311–394 (Digitalisat der Staats- und Universitätsbibliothek Bremen)
- Die Zensur in Bremen von den Karlsbader Beschlüssen 1819 bis zu ihrer Aufhebung 1848. In: Bremisches Jahrbuch Reihe A, 32 (1928), S. 1–110 (Digitalisat der Staats- und Universitätsbibliothek Bremen)